# Chiesa di San Pietro Apostolo (Padova)
La chiesa di San Pietro Apostolo è un edificio religioso che si affaccia su contrà San Pietro ora via San Pietro a Padova. La chiesa già esisteva nel IV secolo, anche se subì una ricostruzione alla fine dell'XI secolo. Sino al 1809 fu parrocchia e chiesa delle monache benedettine che avevano il titolo di canonichesse a rispetto di un regio privilegio del IX secolo. Ludovico II il 22 aprile 866 la univa all'episcopio patavino. La chiesa è uno straordinario complesso in cui si sovrappongono fenomeni edilizi e decorativi che spaziano dal medioevo al neogotico. Oggi è rettoria assoggetta alla Cattedrale.

## Storia
La chiesa sorse come cappella di un complesso palatino sede del fisco imperiale di età tardo antica, forse già alla fine del IV secolo. La cappella divenne in seguito abbazia che venne però distrutta dalle incursioni ungare dell'899-900. L'abbazia aveva giurisdizione regia, e si fregiava del titolo di canonica che Ludovico II unì alla cura episcopale patavina. Non a caso, dopo la ricostruzione, attuata prima del 1026, il vescovo Orso vi instaurò un monastero di monache benedettine che ebbero il titolo di "canonichesse", e per un periodo anche il benefizio della chiesa di San Nicolò. La vecchia chiesa, a tre navate, con campanile, nel XIV secolo fu ampliata e abbellita, così pure nel 1480 quando, per volere della abbadessa Angela degli Alvarotti, fu restaurata e dotata di una facciata rinascimentale che permetteva l'apertura di un ampio coro collegato col vicino monastero. Nelle visite pastorali i vescovi Pietro Barozzi e Francesco Pisani sottolineavano l'adeguatezza della chiesa, anche se bisognosa di interventi. Fu forse in questo periodo che la chiesa venne ridotta a navata unica, rendendo le navate laterali cappelle indipendenti. Anche la badessa Drusilla Forzadura si occupò di alcuni interventi, tra cui, nel 1652, la costruzione di un nuovo altare maggiore grazie al denaro donato dal giurista Giovanni Cefali. L'ultimo sostanziale intervento architettonico fu l'impresa compiuta nel 1765, quando una parte della vecchia navata destra fu occupata da una perfetta ricostruzione della santa casa di Loreto.
Dopo le legislazioni napoleoniche del 1809, le monache di San Pietro restarono in sito ancora per qualche decennio, e accolsero pure le fuoriuscite dal monastero di San Prosdocimo, che portarono la salma della Beata Eustochio. Tra Ottocento e Novecento l'Arciprete della Cattedrale Vincenzo Scarpa intervenne pesantemente, ricostruendo altari e promuovendo interventi di abbellimento in stile neogotico.
Oggi, la chiesa, retta dall'Arciprete della Cattedrale di cui è chiesa assoggetta, attende importanti lavori di consolidamento e restauro. La presenza delle reliquie della Beata Eustochio attirano fedeli e pellegrini.

## Descrizione

### Esterno
La chiesa, orientata a levante, si innalza su via San Pietro: la facciata, retta su quattro snelle arcate che aprono un portico, mossa da paraste (terminanti in capitelli in stile lombardesco) e ingentilita da una bifora quattrocentesca è in puro stile rinascimentale; forse un tempo era impreziosita da affreschi e quadrature a falso marmo. Sotto il portico, coperto da volta a crociera, il portale maggiore, quattrocentesco e pure lombardesco. A sinistra, si sussegue quello che era il monastero delle benedettine, tutte struttura pesantemente alterata nello scorso secolo, mentre a sinistra sporge la navata destra, dove spicca un tamponato portale trecentesco e i conci di riporto di cui è costituita l'antica muratura che prosegue anche sulla fiancata, che è aperta da finestre quadrangolari gotiche e da un altro portale quattrocentesco. Si collega in continuità la casa canonica, di origine medievale, come testimonia il rarissimo capitello votivo trecentesco coperto da ghimberga sorretta da mensole a protezione di un affresco raffigurante la Crocifissione, forse seicentesco. Pure la vicina porta è del XIV secolo. Spicca poi il campanile, forse il più antico della città, la cui parte inferiore sembrerebbe databile al X secolo, mentre la cella aperta da monofore e oculi e coperta da una elegante copertura in rame, risale forse alla fine del Cinquecento. L'abside, non visibile, mostra il suo aspetto gotico del XIV-XV secolo.

### Interno
L'interno presenta numerose opere d'arte. La navata centrale, coperta da volte ad ombrello quattrocentesche, presenta quattro altari neoclassici, risalenti all'inizio dell'Ottocento. Sul primo altare a sinistra, è ospitata la splendida tela di Jacopo Palma il Giovane raffigurante La conversione di San Paolo.

### Curiosità
La Veneta Repubblica istituì nel 1734 il gioco del Lotto e questo divenne di moda anche tra gli ecclesiastici e le monache. Nell'estrazione del 21 gennaio 1745 essendo usciti numeri 1-2-3-12-90, le monache benedettine di San Pietro fecero una così grossa vincita che dovettero mandar a prendere i denari con una carriola.